# محمد خالد الخضر
الفريق الركن محمد خالد محمد الخضر، (1955-) عسكري كويتي، ورئيس سابق للأركان العامة للجيش الكويتي ما بين 14 أبريل 2014 و1 أكتوبر 2020، إبّان حكم الأمير الشيخ صباح الأحمد الجابر الصباح وثم حكم أخيه الأمير الشيخ نواف الأحمد الجابر الصباح.

## السيرة العسكرية
بدأ حياته العسكرية عند التحاقه بالكلية العسكرية (كلية علي الصباح العسكرية) بتاريخ 15/9/1975، وتخرج في عام 1977 برتبة ملازم ، ثم التحق بالكتيبة/5 باللواء/6، ثم انتقل إلى مدرسة تدريب الأغرار (جناح المشاة)، ومن ثم التحق بدورة المغاوير رقم 4 وحصلت على المركز الأول، وتم تثبيته بالمغاوير كآمر فصيل، ثم مدربا بجناح تدريب المغاوير، حيث تلقي تدريباته وتأهيله ليصبح ضابطا مستعدا ليقوم بواجباته كضابط مغوار، وظل يخدم بالمغاوير ما يقارب 32 عاما.

## مناصبه العسكرية
- عام 1979 عين آمر فصيل مغاوير.
- عام 1979 مساعد آمر سرية مغاوير، وبعدها انتقل إلى جناح التدريب آمر القسم المتقدم ثم آمر جناح المغاوير.
- عمل في القيادة الأمامية بقوة المغاوير خلال الحرب الايرانية ـ العراقية (1980 ـ 1988).
- في عام 1990 خلال الغزو العراقي الغاشم على الكويت شغل منصب ركن 1 عمليات وتدريب في قوة المغاوير، وأسر لمدة 7 أشهر.
- في عام 1991 شغل منصب ركن 1 عمليات وتدريب، وفي عام 1993 شغل منصب مساعد آمر المغاوير.
- في عام 1998 انتقل إلى كلية علي الصباح العسكرية وشغل منصب رئيس فرع التدريب واستمر بالعمل لمدة 3 سنوات.
- في عام 2001 اصبح تنظيم المغاوير لواء وبعدها انتقل إلى لواء المغاوير وشغل منصب مساعد آمر لواء المغاوير/25.
- في عام 2003 خلال حرب تحرير العراق، شغل منصب آمر لواء المغاوير/25 بالوكالة.
- في عام 2009 شغل منصب آمر لواء المغاوير/25.
- في ابريل عام 2012 تم تعيينه مدير كلية علي الصباح العسكرية.
- في يناير عام 2014 تم تعيينه آمر القوة البرية.
- في أبريل عام 2014 تم تعيينه نائب رئيس الأركان العامة للجيش.
- في 26 أكتوبر 2014 تم تعيينه رئيس الأركان العامة للجيش.

## التأهيل العلمي
- ماجستير في العلوم العسكرية ـ جمهورية مصر العربية (1994).
- دبلوم الدراسات العليا في إدارة المواد الوطنية ـ المملكة الأردنية الهاشمية (2004).
- ماجستير في الإدارة والدراسات الإستراتيجية ـ المملكة الأردنية الهاشمية (2006).

## أنظر أيضا
- فهد أحمد الأمير.
- عبد الله فراج الغانم.
- مزيد عبد الرحمن الصانع.
- علي المؤمن
- خالد صالح الصباح